# 新光兆豐休閒農場

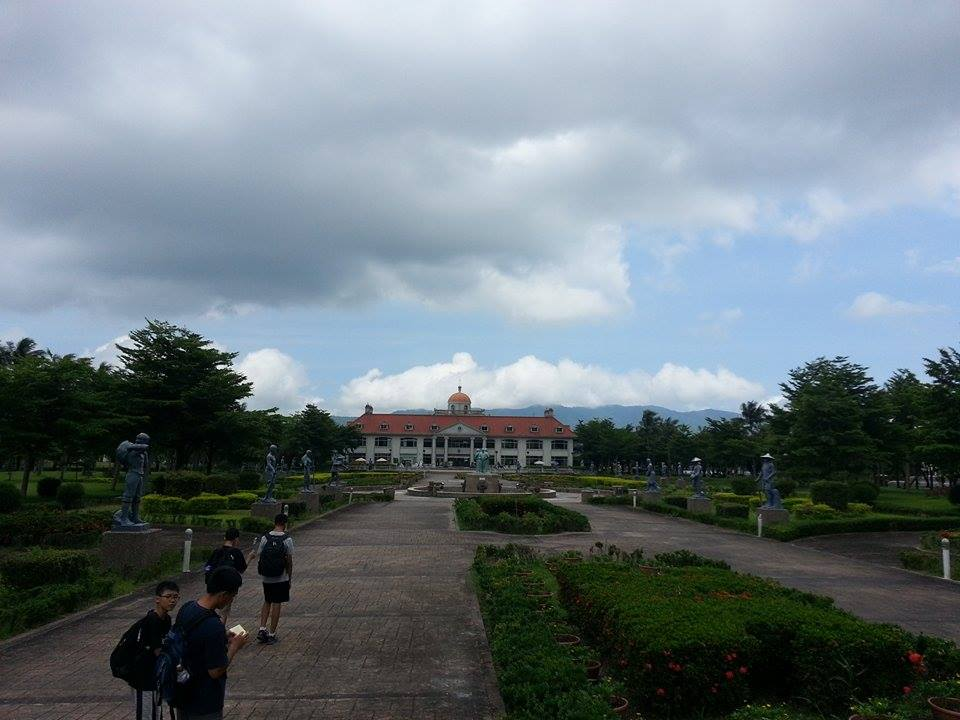
兆豐農場餐廳

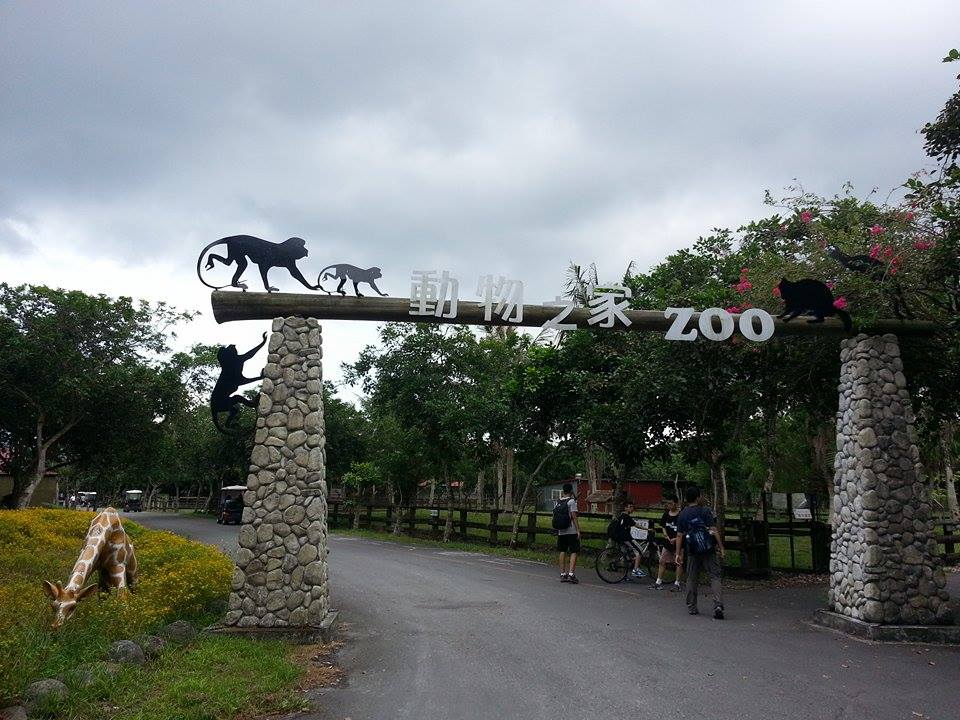
兆豐農場可愛動物區

新光兆豐溫泉休閒農場，又稱新光兆豐農場、兆豐農場，是一座位於花蓮縣鳳林鎮的休閒農場。經營者為新光兆豐股份有限公司，為新光集團所有。

## 歷史
- 1973年8月3日，中國兆豐股份有限公司（今新光兆豐）登記設立。[1]

- 1974年，中國兆豐取得公司執照，新光人壽總經理吳家錄透過中國兆豐承購平林（今林榮）開發區、共計726公頃由壽豐溪和花蓮溪匯合而成的河川新生地，同時成立「中國兆豐股份有限公司平林農牧場」。[2]

- 1990年，行政院農業委員會同意兆豐農場於前一年所申請之設置休閒農業區。而在兩年後行政院經濟建設委員會「促進產業東移專案小組」主導下，兆豐農場逐漸邁向休閒事業型態，成為台灣東部首座休閒農場，即是現今的「新光兆豐休閒農場」，並開發引取鄰近二子山溫泉泉水設立相關溫泉專區。[2][3]

- 2000年，中國兆豐更名為新光兆豐。[4]

- 2011年，新光兆豐捐助資金與土地，促成廢除於1982年的臺灣鐵路管理局臺東線林榮車站（更名林榮新光車站）復站。[5]

## 事件
2016年，兆豐休閒農場遭控訴長期虐待動物且甚少改善。但花蓮縣動物防疫所及農業處保育林政科聯合稽查兆豐農場後，並未發現任何虐待情勢。

## 外部連結
- 新光兆豐休閒農場官方網站 （页面存档备份，存于）
- 新光兆豐休閒農場的Facebook專頁
- 新光兆豐休閒農場 - 花東縱谷國家風景區管理處
- 新光兆豐休閒農場(花蓮縣) - TripAdvisor （页面存档备份，存于）